# Slottet Wiepersdorf

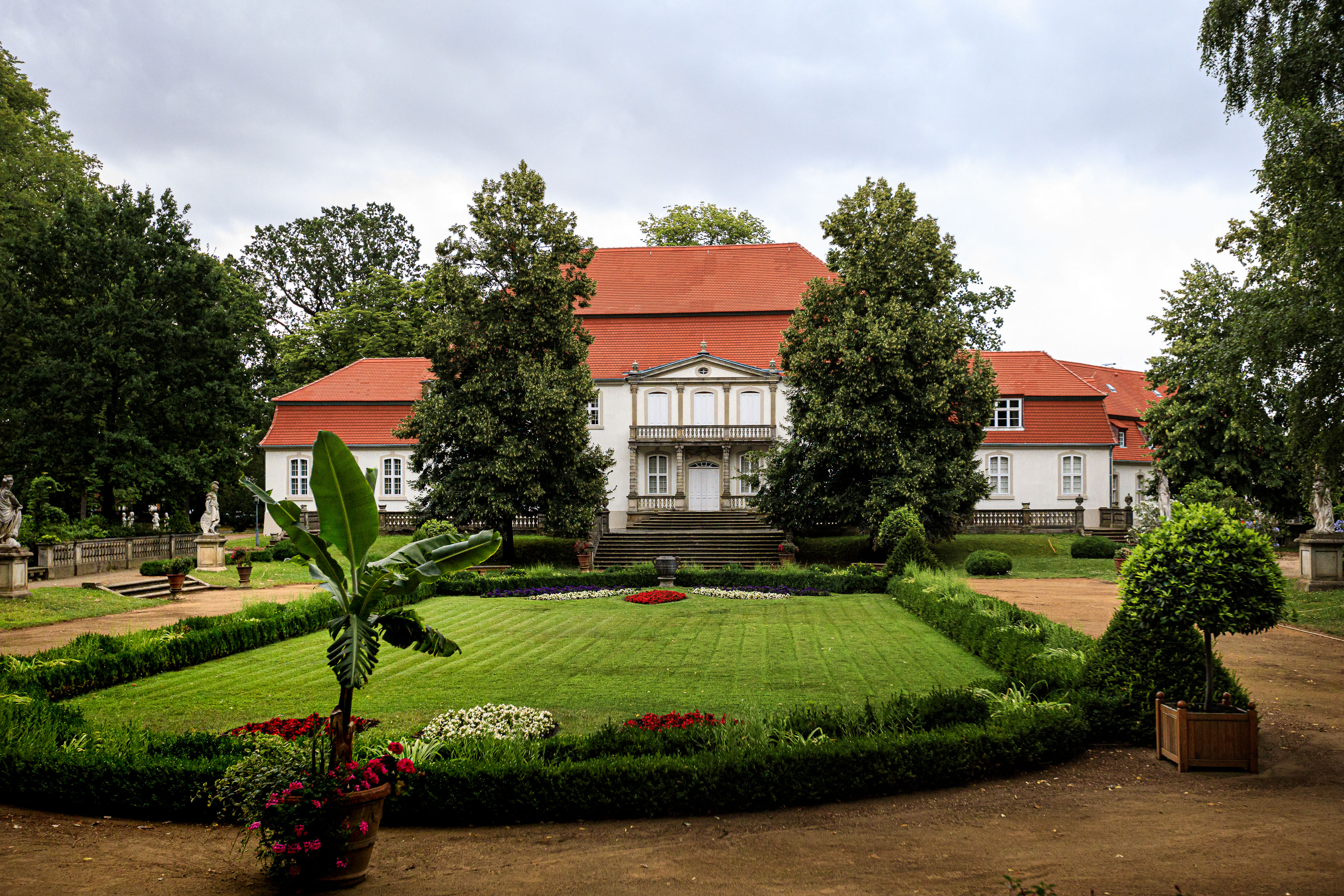
Slottet Wiepersdorf, vy mot västra fasaden

Slottet Wiepersdorf är en slottsliknande herrgård i kommunen Niederer Fläming i Brandenburg i östra Tyskland.

## Historia
Byggnaden uppfördes 1735 och det fick sitt aktuella utseende när målaren Achim von Arnim-Bärwalde var ägare. Han lät 1877 tillfoga ett ateljé på norra sidan med målningar på rummets tak och dörrar. Västra sidan fick en risalit med en balkong som vilar på fyra kolonner. Slottets stil kännetecknar övergången från barocken till klassicism. Den tillhörande parken smyckades med geometriska rabatter och med statyer som föreställer figurer från den grekiska och romerska mytologin som Pomona, Eternita, Afrodite, Leda och Zeus. Slottet fick även ett orangeri som ligger vid huvudbyggnadens södra sida.
Slottet övergick efter Andra världskriget genom expropriation i den östtyska statens ägo. Året 1979 skedde en renovering med pengar från en stiftelse. Mellan 2006 och 2019 förvaltades slottet av Deutsche Stiftung Denkmalschutz. Sedan 2019 är en stiftelse av förbundslandet Brandenburg ansvarig. En utställning i slottet beskriver författarparet von Arnims liv.

## Konstnärskoloni
Slottet tillhörde en längre tid släkten von Arnim, där författarparet Achim och Bettina von Arnim levde i början av 1800-talet. Traktens historia under denna tid är väl dokumenterad genom den omfattande och bevarade brevväxling som Achim von Arnim förde med hustrun, som huvudsakligen bodde i Berlin. Slottet blev under Östtyskland konstnärs- och författarkoloni där ett stort antal av tidens framstående kulturpersonligheter tillbringade kortare perioder. Efter en kortare tid som hotell och förändringar i ägarformen är slottet idag åter konstnärskoloni och inhyser även ett museum.
Kända östtyska författare som vistades i slottet är Anna Seghers, Christa Wolf, Ulrich Plenzdorf och Sarah Kirsch. Kirsch skrev diktsamlingen Wiepersdorf 1976, ett år innan hon blev bosatt i Västtyskland.
Författarparet Arnim är gravsatt på ortens kyrkogård.